# Rock N Roll Jesus
Rock N Roll Jesus ist das siebte Studioalbum des US-amerikanischen Musikers Kid Rock. Es erschien am 9. Oktober 2007 und ist der Nachfolger des 2003 herausgebrachten Kid Rock.
Das Album brachte dem Musiker den internationalen Durchbruch. Insbesondere die Hitsingle All Summer Long konnte in den internationalen Charts Spitzenplatzierungen erreichen.

## Wissenswertes
Die Titel Amen, All Summer Long und Sugar benutzen Melodien anderer Titel: Bei Amen wird das Intro von Bob Segers You'll Accompany Me verwendet. In diesem Lied singen außerdem die Fisk Jubilee Singers, ein Gospelchor, mit. Bei Sugar wird I’m Bad von LL Cool J angespielt. All Summer Long ist ein Mix aus Sweet Home Alabama von Lynyrd Skynyrd und Werewolves of London von Warren Zevon.

Rock N Roll Jesus ist musikalisch im Rock-Bereich anzusiedeln, besitzt aber Einflüsse von Metal (So Hott) und Jazz (New Orleans). Im Gegensatz zu den Vorgängern sind hier kaum noch Rap- bzw. Hip-Hop-Einflüsse vorhanden.
Das Album erreichte im Jahr 2009 zwei Grammy-Nominierungen – Best Rock Album und Best Male Pop Vocal Performance (All Summer Long) –, gewann aber keinen.

## Titelliste
1. Rock N Roll Jesus – 4:29
2. Amen – 4:40
3. All Summer Long – 4:56
4. Roll On – 6:11
5. So Hott – 4:07
6. Sugar – 3:44
7. When You Love Someone – 5:40
8. New Orleans – 6:36
9. Don't Tell Me You Love Me – 4:20
10. Blue Jeans and a Rosary – 4:35
11. Half Your Age – 3:45
12. Lowlife (Living Your Highlife) – 4:04

Die Lieder wurden von Kid Rock selbst geschrieben.

### Veröffentlichungen
Insgesamt wurden 7 Singles aus diesem Album ausgekoppelt. Die ersten beiden waren So Hott und Amen. Die dritte Single wurde ein weltweiter Charterfolg: All Summer Long erreichte in insgesamt 8 Ländern Platz 1 der Charts. Als vierte und fünfte Single wurden gleichzeitig Rock N Roll Jesus und Roll On veröffentlicht. Im Januar 2009 kam schließlich Blue Jeans and a Rosary auf den Markt, bevor am 8. März 2009 Lowlife (Living Your Highlife) als siebte und letzte Single erschien.

#### All Summer Long
All Summer Long ist bis heute der erfolgreichste Titel von Kid Rock. Er erreichte in 6 Ländern (Deutschland, Österreich, Schweiz, Australien, Großbritannien, Irland) Platz 1 der Charts. In Österreich war All Summer Long der erste Titel, der es alleine durch Downloads auf die Spitzenposition brachte. In Deutschland erreichte der Song durch Downloads Platz 4, die bis dahin höchste Platzierung eines reinen Downloadtitels.

## Rezensionen
laut.de bescheinigt dem Album eine Entwicklung „vom primitiven Macho zum musikalischen, primitiven Macho.“ Dadurch sei Rock N Roll Jesus „ganz gut auszuhalten.“ Pooltrax.com stellt dem Album ein positives Fazit aus: „Kid Rock mischt den Blues mit dem Rock, würzt ein bisschen mit Country, klingt hier und da wie Aerosmith und wiederholt sich trotzdem in keiner Weise von Song zu Song. ‚Rock N Roll Jesus‘ ist ein solides Stück Rock’n'Roll.“. AllMusic vergab 2.5 von 5 möglichen Sternen.

## Kommerzieller Erfolg

### Chartplatzierungen

#### Album
| ChartsChartplatzierungen       | Höchstplatzierung | Wochen |
| ------------------------------ | ----------------- | ------ |
| Deutschland (GfK)              | 5 (26 Wo.)        | 26     |
| Österreich (Ö3)                | 2 (24 Wo.)        | 24     |
| Schweiz (IFPI)                 | 4 (26 Wo.)        | 26     |
| Vereinigte Staaten (Billboard) | 1 (135 Wo.)       | 135    |
| Vereinigtes Königreich (OCC)   | 4 (11 Wo.)        | 11     |

| ChartsJahrescharts (2008)      | Platzierung |
| ------------------------------ | ----------- |
| Deutschland (GfK)              | 34          |
| Österreich (Ö3)                | 22          |
| Schweiz (IFPI)                 | 30          |
| Vereinigte Staaten (Billboard) | 6           |

| ChartsJahrescharts (2009)      | Platzierung |
| ------------------------------ | ----------- |
| Vereinigte Staaten (Billboard) | 45          |

#### Singles
Aufgeführt sind nur die Singles, die es in die jeweiligen offiziellen Landescharts geschafft haben.
| Jahr | Titel           | Höchstplatzierung, Gesamtwochen, AuszeichnungChartplatzierungen (Jahr, Titel, , Platzierungen, Wochen, Auszeichnungen, Anmerkungen) | Höchstplatzierung, Gesamtwochen, AuszeichnungChartplatzierungen (Jahr, Titel, , Platzierungen, Wochen, Auszeichnungen, Anmerkungen) | Höchstplatzierung, Gesamtwochen, AuszeichnungChartplatzierungen (Jahr, Titel, , Platzierungen, Wochen, Auszeichnungen, Anmerkungen) | Höchstplatzierung, Gesamtwochen, AuszeichnungChartplatzierungen (Jahr, Titel, , Platzierungen, Wochen, Auszeichnungen, Anmerkungen) | Höchstplatzierung, Gesamtwochen, AuszeichnungChartplatzierungen (Jahr, Titel, , Platzierungen, Wochen, Auszeichnungen, Anmerkungen) | Anmerkungen                              |
| Jahr | Titel           | DE | AT | CH | UK | US | Anmerkungen                              |
| ---- | --------------- | --- | --- | --- | --- | --- | ---------------------------------------- |
| 2008 | All Summer Long | DE1 ×3Dreifachgold · (53 Wo.)DE | AT1 Platin · (42 Wo.)AT | CH1 (60 Wo.)CH | UK1 Platin · (25 Wo.)UK | US23 Gold · (20 Wo.)US | Erstveröffentlichung: 5. April 2008      |
| 2008 | Roll On         | DE59 (8 Wo.)DE | AT67 (1 Wo.)AT | — | — | — | Erstveröffentlichung: 23. September 2008 |

### Auszeichnungen für Musikverkäufe
Das Album verkaufte sich in der ersten Woche alleine in den USA rund 170.000 Mal.
| Land/Region                  | Auszeichnungen für Musikverkäufe (Land/Region, Auszeichnung, Verkäufe) | Verkäufe  |
| ---------------------------- | ---------------------------------------------------------------------- | --------- |
| Australien (ARIA)            | Gold                                                                   | 35.000    |
| Deutschland (BVMI)           | Gold                                                                   | 100.000   |
| Kanada (MC)                  | 2× Platin                                                              | 200.000   |
| Neuseeland (RMNZ)            | Platin                                                                 | 15.000    |
| Österreich (IFPI)            | Gold                                                                   | 10.000    |
| Schweiz (IFPI)               | Gold                                                                   | 15.000    |
| Vereinigte Staaten (RIAA)    | 3× Platin                                                              | 3.000.000 |
| Vereinigtes Königreich (BPI) | Gold                                                                   | 100.000   |
| Insgesamt                    | 5× Gold · 6× Platin ·                                                  | 3.475.000 |